# Grand Prix Maďarska 2013
Grand Prix Maďarska 2013 (oficiálně Formula 1 Magyar Nagydíj 2013) se jela na okruhu Hungaroring v Budapešti v Maďarsku dne 28. července 2013. Závod byl desátým v pořadí v sezóně 2013 šampionátu Formule 1.

## Kvalifikace
| Poř.                       | No. | Jezdec              | Konstruktér          | Časy v kvalifikaci | Časy v kvalifikaci | Časy v kvalifikaci | Pořadí na startu |
| Poř.                       | No. | Jezdec              | Konstruktér          | Q1                 | Q2                 | Q3                 | Pořadí na startu |
| -------------------------- | --- | ------------------- | -------------------- | ------------------ | ------------------ | ------------------ | ---------------- |
| 1                          | 10  | Lewis Hamilton      | Mercedes             | 1:20.363           | 1:19.862           | 1:19.388           | 1                |
| 2                          | 1   | Sebastian Vettel    | Red Bull-Renault     | 1:20.646           | 1:19.992           | 1:19.426           | 2                |
| 3                          | 8   | Romain Grosjean     | Lotus-Renault        | 1:20.447           | 1:20.101           | 1:19.595           | 3                |
| 4                          | 9   | Nico Rosberg        | Mercedes             | 1:20.350           | 1:19.778           | 1:19.720           | 4                |
| 5                          | 3   | Fernando Alonso     | Ferrari              | 1:20.652           | 1:20.183           | 1:19.791           | 5                |
| 6                          | 7   | Kimi Räikkönen      | Lotus-Renault        | 1:20.867           | 1:20.243           | 1:19.851           | 6                |
| 7                          | 4   | Felipe Massa        | Ferrari              | 1:21.004           | 1:20.460           | 1:19.929           | 7                |
| 8                          | 19  | Daniel Ricciardo    | Toro Rosso-Ferrari   | 1:21.181           | 1:20.527           | 1:20.641           | 8                |
| 9                          | 6   | Sergio Pérez        | McLaren-Mercedes     | 1:21.612           | 1:20.545           | 1:22.398           | 9                |
| 10                         | 2   | Mark Webber         | Red Bull-Renault     | 1:21.264           | 1:20.503           | Bez času           | 10               |
| 11                         | 15  | Adrian Sutil        | Force India-Mercedes | 1:21.471           | 1:20.569           |                    | 11               |
| 12                         | 11  | Nico Hülkenberg     | Sauber-Ferrari       | 1:21.028           | 1:20.580           |                    | 12               |
| 13                         | 5   | Jenson Button       | McLaren-Mercedes     | 1:21.131           | 1:20.777           |                    | 13               |
| 14                         | 18  | Jean-Éric Vergne    | Toro Rosso-Ferrari   | 1:21.345           | 1:21.029           |                    | 14               |
| 15                         | 16  | Pastor Maldonado    | Williams-Renault     | 1:20.816           | 1:21.133           |                    | 15               |
| 16                         | 17  | Valtteri Bottas     | Williams-Renault     | 1:21.135           | 1:21.219           |                    | 16               |
| 17                         | 12  | Esteban Gutiérrez   | Sauber-Ferrari       | 1:21.724           |                    |                    | 17               |
| 18                         | 14  | Paul di Resta       | Force India-Mercedes | 1:22.043           |                    |                    | 18               |
| 19                         | 20  | Charles Pic         | Caterham-Renault     | 1:23.007           |                    |                    | 19               |
| 20                         | 21  | Giedo van der Garde | Caterham-Renault     | 1:23.333           |                    |                    | 20               |
| 21                         | 22  | Jules Bianchi       | Marussia-Cosworth    | 1:23.787           |                    |                    | 21               |
| 22                         | 23  | Max Chilton         | Marussia-Cosworth    | 1:23.997           |                    |                    | 22               |
| 107% času vítěze: 1:25.974 |     |                     |                      |                    |                    |                    |                  |
| Zdroj:                     |     |                     |                      |                    |                    |                    |                  |

## Závod
| Poř.   | No. | Jezdec              | Konstruktér          | Počet kol | Čas/Odstoupení | Pořadí na startu | Body |
| ------ | --- | ------------------- | -------------------- | --------- | -------------- | ---------------- | ---- |
| 1      | 10  | Lewis Hamilton      | Mercedes             | 70        | 1:42:29.445    | 1                | 25   |
| 2      | 7   | Kimi Räikkönen      | Lotus-Renault        | 70        | +10.938        | 6                | 18   |
| 3      | 1   | Sebastian Vettel    | Red Bull-Renault     | 70        | +12.459        | 2                | 15   |
| 4      | 2   | Mark Webber         | Red Bull-Renault     | 70        | +18.044        | 10               | 12   |
| 5      | 3   | Fernando Alonso     | Ferrari              | 70        | +31.411        | 5                | 10   |
| 6      | 8   | Romain Grosjean     | Lotus-Renault        | 70        | +52.295        | 3                | 8    |
| 7      | 5   | Jenson Button       | McLaren-Mercedes     | 70        | +53.819        | 13               | 6    |
| 8      | 4   | Felipe Massa        | Ferrari              | 70        | +56.447        | 7                | 4    |
| 9      | 6   | Sergio Pérez        | McLaren-Mercedes     | 69        | +1 kolo        | 9                | 2    |
| 10     | 16  | Pastor Maldonado    | Williams-Renault     | 69        | +1 kolo        | 15               | 1    |
| 11     | 11  | Nico Hülkenberg     | Sauber-Ferrari       | 69        | +1 kolo        | 12               |      |
| 12     | 18  | Jean-Éric Vergne    | Toro Rosso-Ferrari   | 69        | +1 kolo        | 14               |      |
| 13     | 19  | Daniel Ricciardo    | Toro Rosso-Ferrari   | 69        | +1 kolo        | 8                |      |
| 14     | 21  | Giedo van der Garde | Caterham-Renault     | 68        | +2 kola        | 20               |      |
| 15     | 20  | Charles Pic         | Caterham-Renault     | 68        | +2 kola        | 19               |      |
| 16     | 22  | Jules Bianchi       | Marussia-Cosworth    | 67        | +3 kola        | 21               |      |
| 17     | 23  | Max Chilton         | Marussia-Cosworth    | 67        | +3 kola        | 22               |      |
| 18     | 14  | Paul di Resta       | Force India-Mercedes | 66        | Hydraulika     | 18               |      |
| 19     | 9   | Nico Rosberg        | Mercedes             | 64        | Motor          | 4                |      |
| Ret    | 17  | Valtteri Bottas     | Williams-Renault     | 42        | Hydraulika     | 16               |      |
| Ret    | 12  | Esteban Gutiérrez   | Sauber-Ferrari       | 28        | Převodovka     | 17               |      |
| Ret    | 15  | Adrian Sutil        | Force India-Mercedes | 19        | Hydraulika     | 11               |      |
| Zdroj: |     |                     |                      |           |                |                  |      |

Poznámky
1. ↑  Romain Grosjean obdržel trest přičtení 20 sekund k času v cíli za zavinění kolize s Jensonem Buttonem.

## Průběžné pořadí po závodě
Pohár jezdců
|   | Pořadí | Jezdec           | Body |
| - | ------ | ---------------- | ---- |
|   | 1      | Sebastian Vettel | 172  |
| 1 | 2      | Kimi Räikkönen   | 134  |
| 1 | 3      | Fernando Alonso  | 133  |
|   | 4      | Lewis Hamilton   | 124  |
|   | 5      | Mark Webber      | 105  |

Pohár konstruktérů
|  | Pořadí | Konstruktér          | Body |
|  | ------ | -------------------- | ---- |
|  | 1      | Red Bull-Renault     | 277  |
|  | 2      | Mercedes             | 208  |
|  | 3      | Ferrari              | 194  |
|  | 4      | Lotus-Renault        | 183  |
|  | 5      | Force India-Mercedes | 59   |